# Botoșani
Botoşani (phát âm tiếng Romania: [botoˈʃanʲ] ⓘ, tiếng Hungary: Botosány, tiếng Ba Lan: Botoszany, tiếng Đức: Botoschan) là một thành phố România. Thành phố thủ phủ của hạt Botoşani. Đây là thành phố lớn thứ 20 quốc gia này. Thành phố Botoşani có dân số 115.344 người (theo điều tra dân số năm 2002), diện tích km2. Thành phố có độ cao 130 mét trên mực nước biển. Đây là nơi sinh của Mihai Eminescu và Nicolae Iorga.